# Echinolaophonte tropica
Echinolaophonte tropica är en kräftdjursart. Echinolaophonte tropica ingår i släktet Echinolaophonte och familjen Laophontidae. Inga underarter finns listade i Catalogue of Life.